# Paul Longuet
Paul Longuet (* 25. Februar 1909 in Alfortville; † 25. Dezember 1979 in Créteil) war ein französischer Politiker. Von 1952 bis 1958 war er Abgeordneter des Département Madagascar im französischen Senat. 1958 wurde er der erste Finanz- und Wirtschaftsminister Madagaskars.

## Werdegang
Longuet war ein Sohn von Edgar Longuet und Urenkel von Karl Marx. Nach seiner Schulzeit am Lycée Charlemagne in Paris studierte er an der Landwirtschaftsschule in Tunis und erwarb das Diplom als Ingenieur für Tropenagronomie. 1947 wurde er Abgeordneter in der Versammlung der Union française. Von 1952 bis 1958 war er Abgeordneter des Département Madagascar im französischen Senat. Er gehörte der Groupe de la Gauche Démocratique (deutsch Gruppe der Demokratischen Linken) und dem Rassemblement des gauches républicaines an. Außerdem war er Mitglied der Kommission für Wirtschaft, Zoll- und Handelsabkommen und der Kommission für Frankreichs Überseegebiete.
Wegen des Doppelmandats in der Versammlung der Union und dem Senat wurde die Wahl Longuets im Juni 1952 für ungültig erklärt. Nach seinem freiwilligen Verzicht auf sein Unions-Mandat, erfolgte am 10. August 1952 die Wiederwahl zum Senator. Während seiner Amtszeit war Longuet zudem  Mitglied der Industrieproduktionskommission, der Finanzkommission, der ständigen Forschungskoordinierungskommission Wissenschaft und technischer Fortschritt und im Ausschuss zum Thema Soziales.
Während seiner Amtszeit brachte Longuet im Senat mehrere Gesetzesentwürfe ein. Davon betrafen einige auch die Organisation der öffentlichen landwirtschaftlichen Ausbildung an seiner ehemaligen Schule in Tunis. 1955 brachte er ein Gesetz zum Schutz des Namens Tapioka ein. Von ihm stammte auch 1957 der ein Jahr später 1958 angenommene Gesetzesentwurf zur Verfassungsreform, welcher Madagaskar weitgehende politische Autonomität zusicherte. Zur gleichen Zeit war Longuet auch als Wirtschaftsministers der Regierung von Madagaskar tätig.
Obwohl in der Wahl am 8. Juni 1958 wiedergewählt, legte Longuet sein Mandat wie alle anderen Mitglieder des Senats aus den autonomen Überseegebieten im Juli 1959 nieder. Er blieb hingegen auch weiter in der Politik von Madagaskar aktiv, welches 1958 Teil der Communauté française wurde. So wurde Longuet bereits im Mai 1958 Finanz- und Wirtschaftsminister in der Regierung des ersten Präsidenten Philibert Tsiranana, war dann bis 1963 Staatsminister, zuständig für wissenschaftliche Forschung und den madagassischen Wald und ab 1964 Generalinspektor im Büro für die Entwicklung der landwirtschaftlichen Produktion und technischer Berater des Büros des Präsidenten der Republik Madagaskar, zuständig für wirtschaftliche und finanzielle Probleme in Europa.
Er war Ritter der Ehrenlegion, Offizier des Ordre national du Mérite, Träger des Grand cordon de l'Etoile brillante, des Ordre national de la République de Madagascar sowie des Ordre national de la république de Côte d'Ivoire.